# وليام غريغور
وليام غريغور (بالإنجليزية: William Gregor)‏ هو رجل دين وجيولوجي هاوٍ بريطاني عاش في الفترة ما بين 1761 – 1817؛ وينسب إليه اكتشاف عنصر التيتانيوم.
ولد وليام غريغور في عائلة معروفة في مدينة كورنوال.